# Pseudolatoia viettei
Pseudolatoia viettei är en fjärilsart som beskrevs av Erich Martin Hering 1954. Pseudolatoia viettei ingår i släktet Pseudolatoia och familjen snigelspinnare. Inga underarter finns listade i Catalogue of Life.